# Diòcesi de Zuri
La diòcesi de Zuri (en llatí: Dioecesis Zuritana) és una seu suprimida i actualment seu titular de l'Església catòlica.

## Història
Zuri, força identificable amb Aïn-Djour a l'actual Tunísia, és una antiga seu episcopal de la província romana d'Àfrica Proconsular, sufragània del bisbat de Cartago.
A aquesta diòcesi africana només se li atribueix un bisbe, el catòlic Paulí, que va prendre part a la conferència de Cartago del 411, que havia de reunir els bisbes catòlics i donatistes de l'Àfrica romana.
Actualment Zuri sobreviu com a seu bisbal titular; l'actual bisbe titular és Guerino Di Tora, bisbe auxiliar de Roma.

## Cronologia de bisbes
- Paulí † (mencionat el 411)

## Cronologia de bisbes titulars
- Franz Joseph Fischer † (19 de desembre de 1929 - 24 de juliol de 1958)
- Auguste-Callixte-Jean Bonnabel † (13 febrer 1961 - 7 de novembre de 1967)
- Jean Jadot † (23 de febrer de 1968 - 21 de gener de 2009)
- Gerhard Maria Wagner (31 de gener 2009 - 2 de març de 2009) (electe)
- Guerino Di Tora, des de l'1 de juny de 2009